# MC Mong
Shin Dong-hyun (tiếng Hàn Quốc: 신동현; sinh ngày 4 tháng 9 năm 1979), được biết tới với tên gọi MC Mong nghệ danh Mong (tiếng Hàn: MC몽), là một ca sĩ hip hop, nghệ sĩ thu âm, nhà soạn nhạc, dẫn chương trình đài phát thanh, diễn viên và nhân vật truyền hình nổi tiếng những bài hát mang phong cách lạc quan. Anh là một trong những nghệ sĩ hip hop thành công nhất ở Hàn Quốc. Anh nổi tiếng vào đầu những năm 2000 với tư cách là một diễn viên trong phim sitcom Nonstop, trước khi ra mắt alum, 180 Deg e, vào năm 2004. Anh cũng là một thành viên của chương trình tạp kỹ, 2 Days & 1 Night trong thời gian từ năm 2007 đến 2010. Năm 2010, anh bị cáo buộc tội trốn nghĩa vụ quân sự, sau đó anh bị cấm xuất hiện trên các mạng truyền hình lớn của Hàn Quốc. Năm 2014, anh trở lại với album, Miss Me Or Diss Me, đứng đầu các bảng xếp hạng sau khi phát hành.

## Sự nghiệp

### Âm nhạc và diễn xuất
MC Mong ra mắt lần đầu tiên vào năm 1998 với vai trò là thành viên nhóm hip hop People Crew. Giữa những năm 1999 và 2002, nhóm phát hành ba albums: Hiphop Spirit Forever, 태산북두, và We Believe We Can Fly. Tuy nhiên, sự phá cách của MC Mong không đến từ rap mà là từ diễn xuất, khi anh xuất hiện trên bộ phim sitcom Nonstop 4 vào 2003. Khả năng diễn xuất của anh trong chương trình này đem lại cho anh sự nổi tiếng.
Vào năm 2004, anh ra album đầu tay với vai trò là rapper, 180 Degree. Năm sau, anh phát hành album thứ hai, có tiêu đề, His Story. Năm 2005, Mong cũng có một vai trong bộ phim truyền hình, Sad Love Story.

### Nổi tiếng
Album thứ ba của MC Mong vào năm 2006 - The Way I Am,  cho thấy một khía cạnh nghiêm túc hơn của một rapper, chứ không phải hình ảnh vô tư vốn đã nổi tiếng từ trước của Mong. Ca khúc "Secret" liên quan đến việc ly hôn của bố mẹ anh và mối quan hệ không mấy tốt đẹp của anh với bố mình. Album cũng có sự góp giọng của các khách mời là ca sĩ Nhật Bản Lisa, ca sĩ Hàn Quốc Park Hyo Shin và Ivy, đứng đầu các bảng xếp hạng sau khi phát hành, đánh bại các "tên tuổi lớn" như Rain và Se7en.
Năm 2007, Mong đóng vai chính trong bộ phim truyền hình chuyển thể từ một bộ truyện tranh mạng của Hàn Quốc,  The Great Catby.   Cùng năm đó, anh bắt đầu tổ chức  MC Mong's Donggo Dongrak trên đài SBS, và anh cũng đã tham gia vào chương trình truyền hình thực tế nổi tiếng,  2 ngày & 1 đêm với tư cách thành viên chính thức. Vào tháng 7 năm 2008, việc 2 ngày & 1 đêm phát sóng cảnh MC Mong hút thuốc đã gây nên nhiều tranh cãi. Chương trình đã phải công khai xin lỗi khi không chỉnh sửa cảnh này, vì tất cả các đài truyền hình lớn của Hàn Quốc đã đồng ý không phát sóng cảnh hút thuốc trước nửa đêm từ năm 2004.
MC Mong đã phát hành album thứ tư của mình, Show's Just Begun , vào năm 2008. Đĩa đơn đầu tiên của album, "Circus" đã trở nên vô cùng nổi tiếng, giành vị trí số một trong năm tuần liên tiếp trên 1 chương trình âm nhạc truyền hình, Music Bank . Và tiếp nối "Circus", anh ấy đã cho ra mắt đĩa đơn "Feel Crazy."
Năm 2009, anh phát hành album thứ năm, Humanimal . Doanh số đặt trước của album đạt hơn 55.000 bản và các bài hát của album đã đứng đầu nhiều bảng xếp hạng âm nhạc ngay sau khi được phát hành. MC Mong cũng đã viết đĩa đơn, "Jin Shil, Even If You're in Heaven" để dành cho nữ diễn viên quá cố Choi Jin-sil đã tự tử một năm trước. Công ty quản lý của MC Mong cho biết doanh số cho đĩa đơn này sẽ được quyên góp cho từ thiện.

### Tạm dừng sự nghiệp và quay lại
Năm 2010, sự nghiệp của MC Mong bị đình trệ khi anh bị buộc tội trốn nghĩa vụ quân sự bằng cách nhổ răng còn khỏe mạnh để được miễn. Cuối cùng anh đã bị kết án tù treo sáu tháng vì tội trốn tránh nghĩa vụ quân sự. Sau khi bị tuyên án, hai đài truyền hình lớn, Korean Broadcasting System (KBS) và Munhwa Broadcasting Corporation (MBC) đã cấm MC Mong xuất hiện trên các chương trình của đài.
Anh trở lại vào năm 2014 với album, Miss Me Or Diss Me, đứng đầu 9 bảng xếp hạng âm nhạc Hàn Quốc ngay sau khi phát hành. Mặc dù album rất thành công, MC Mong vẫn nhận được phản ứng gay gắt từ công chúng vẫn còn tức giận vì vụ việc trốn nghĩa vụ quân sự của anh.
Năm 2015, MC Mong tổ chức concert đầu tiên sau 6 năm. Anh cũng cho ra mắt đĩa đơn "Love Jumble," từ EP Song For You,  bài hát đã đứng đầu các bảng xếp hạng sau khi phát hành.

## Cáo buộc trốn nghĩa vụ quân sự
Vào tháng 9 năm 2010, các cáo buộc liên quan đến Nghĩa vụ quân sự tại Hàn Quốc đã khiến Cơ quan Quản lý Nhân lực Quân đội Hàn Quốc tiến hành một cuộc điều tra. Do sự phản đối kịch liệt của công chúng, Mong đã dừng tất cả các lần xuất hiện công khai, bao gồm cả các chương trình truyền hình. Ban đầu, theo các phóng viên, một trong những nha sĩ của anh đã công khai tuyên bố rằng ông ấy đã nhận được tiền từ Mong để loại bỏ hai chiếc răng thay vì sửa chữa chúng, nhưng MC Mong đã mạnh mẽ phủ nhận những cáo buộc này. Vào ngày 10 tháng 10, anh đã chính thức bị Tòa án quận trung tâm Seoul buộc tội vi phạm luật nghĩa vụ quân sự. Trong phiên tòa thứ hai của anh vào ngày 29 tháng 11 năm 2010, sau khi bốn trong số các nha sĩ của Mong đã đến để hỗ trợ cho vụ án, vị bác sĩ thứ năm, người trước đó đã khai rằng ông ấy đã nhổ răng số 46 và 47 cho Mong, đã thay đổi lời khai của mình. Ông ấy giải thích rằng chiếc răng số 47 bị sâu nặng, nên ông ấy đã nhổ nó ra. Vị bác sĩ này đã nhổ chiếc răng 46 của Mong vì chiếc răng đấy có 1 lỗ sâu, và giải thích rằng ông ấy không biết vì sao mà chiếc răng ấy bị sâu. Ông ấy cũng giải thích rằng MC Mong đã không chăm sóc răng miệng tốt và hầu hết răng của anh ấy đều cần được chăm sóc hoặc loại bỏ. Vị bác sĩ này  cũng nói thêm rằng phía cảnh sát đã bắt ông ấy viết vào bảng tường trình những từ ngữ mang tính ép buộc, và ông ấy cũng thấy rất phiền lòng khi cứ bị làm phiền như vậy dù ông ấy không làm gì cả. Vị bác sĩ này giải thích rằng ông ấy chưa bao giờ nói chuyện với MC Mong về việc trốn nhập ngũ. Ông ấy cho rằng không giống như các báo cáo đã được gửi lên, ông ấy chưa bao giờ nhận được bất kỳ khoản tiền nào từ MC Mong vì đã nhổ răng và việc ông ấy nhổ răng cũng không phải là yêu cầu từ phía MC Mong. Phiên tòa lần ba đã được tổ chức vào ngày 20 tháng 12. Phiên tòa thứ 4, dự kiến ban đầu vào ngày 24 tháng 1 năm 2011, đã bị hoãn lại cho đến ngày 8 tháng 2.
Vào ngày 11 tháng 4 năm 2011, Mong đã được xóa tội cố ý nhổ răng khỏe mạnh để được miễn nghĩa vụ quân sự nhưng vẫn bị kết án tù treo 6 tháng, quản chế một năm và 120 giờ phục vụ cộng đồng, vì liên tục đưa ra những lí do để cố tình trì hoãn nhập ngũ. Tòa án thừa nhận rằng MC Mong đã thật sự trì hoãn chậm trễ tham gia nghĩa vụ quân sự, tuy nhiên, họ không thể xác định liệu anh ấy có phạm tội cố ý nhổ răng vì mục đích trốn tránh nghĩa vụ quân sự của hay không.

## Danh sách đĩa đơn
- 180 Degree (2004)
- His Story (2005)
- The Way I Am (2006)
- Show's Just Begun (2008)
- Humanimal (2009)
- Miss Me Or Diss Me (2014)
- U.F.O (2016)
- Channel 8 (2019)

## Đóng phim

### Chương trình truyền hình
| Năm       | Tên              | Đài | Vai trò      | Nguồn  |
| --------- | ---------------- | --- | ------------ | ------ |
| 2003-2004 | Nonstop 4        | MBC |              | [ 3 ]  |
| 2005      | Sad Love Story   | MBC | Jang Jin-pyo | [ 6 ]  |
| 2007      | The Great Catsby | tvN | Catsby       | [ 20 ] |

### Truyền hình thực tế
| Năm       | Tên                    | Đài  | Nguồn |
| --------- | ---------------------- | ---- | ----- |
| 2007-2010 | 2 Days & 1 Night       | KBS  |       |
| 2008-2009 | Ya Shim Man Man 2      | SBS  |       |
| 2009      | Dr Mong Goes to School | Mnet |       |
| 2009-2010 | SNSD's Hello Baby      | KBS  |       |
| 2010      | HahaMong Show          | SBS  |       |
| 2015      | Unpretty Rapstar       | Mnet |       |

### Phim
| Năm  | Tên               | Vai trò | Nguồn  |
| ---- | ----------------- | ------- | ------ |
| 2003 | Deus Machina      |         |        |
| 2006 | Riverbank Legends |         | [ 21 ] |
| 2007 | Myodo Wild Flower |         | [ 21 ] |
| 2008 | Space Chimps      | Ham III |        |

### Radio
| Năm       | Tên                        | Nguồn |
| --------- | -------------------------- | ----- |
| 2003-2004 | Haha & Mong's Young Street |       |
| 2007-2008 | MC Mong's Donggo Dongrak   |       |

## Giải thưởng
| Năm  | Giải thưởng |
| ---- | --- |
| 2003 | - 2003 Korea Entertainment Awards: Giải thưởng Nghệ sĩ mới - 2003 MBC Entertainment Awards: Giải thưởng Ngôi sao hài kịch - 2003 MBC Entertainment Awards: Giải thưởng Nghệ sĩ Sitcom |
| 2004 | - 2004 KBS Song Festival: Bonsang Award - 2004 MBC Entertainment Awards: Giải thưởng Ngôi sao hài kịch |
| 2005 | - 2005 Mnet Asian Music Awards: Popularity Award - 22nd Korea Best Dresser: Best Dresser (Artist Category) - 2005 MBC 10th Music Awards: Bonsang Award - KBS Song Festival: Lyrics Award - KBS Song Festival: Giải Nghệ sĩ của năm - 20th Golden Disk Awards: Bonsang Award - 2005 SBS Music Awards: Bonsang Award |
| 2006 | - 2006 M.net KM Music Festival: Best Hip Hop Award - 16th Seoul Music Awards: Bonsang Award - 21st Golden Disk Awards: Hip Hop Award - 2006 MBC Entertainment Awards:Special Award - 2006 SBS Music Awards: Bonsang Award                                                                                          |
| 2007 | - Cyworld Digital Music Awards: Bài Hát của tháng (Tháng bảy)(So Fresh) |
| 2008 | - 23rd Golden Disk Awards: Digital Bonsang Award |
| 2010 | - 2009 Cyworld Digital Music Awards:Bonsang Award |
| 2015 | - 4th Gaon Chart K-Pop Awards:Bài hát của năm (November) |

## Thường được biết đến
- Đĩa đơn MC Mong
- 2 Days & 1 Night